# Mobiel internet
Mobiel internet betreft het gebruik van internet met behulp van een mobiel apparaat, zoals een daarvoor geschikte mobiele telefoon, smartphone, tablet, personal digital assistant, pocket-pc, laptop of netbook, via een draadloos netwerk.

## Kosten
Tariefsystemen:
Abonnement:
- Vast bedrag per maand, ongeacht hoeveel data er wordt verbruikt.
- Vast bedrag per maand. Wordt meer dan een bepaald aantal gigabytes (GB's) verbruikt, dan wordt de snelheid (vooral de downloadsnelheid) verminderd.
- Vast aantal GB per maand. Gaat de gebruiker over zijn limiet heen, dan betaalt hij meer per GB.
- Betaling per MB – net als bij het overschrijden van de bundel in verhouding zeer kostbaar, dus alleen voordeliger bij een zeer klein verbruik.

Prepaid:
- Databundel van een aantal GB voor een bepaalde periode (vaak 1, 30 of 31 dagen); de terminologie onderscheidt soms het "verlopen" (de periode is om) en het "opgebruikt zijn" (de GB's zijn op). Als een bundel opgebruikt is voordat deze verloopt vervalt het restant. Varianten :
  - Men kan dan een nieuwe nemen. Als de GB's van de tweede ook op zijn moet men wachten tot de periode van de eerste om is.
  - Men moet wachten tot de geldigheidsperiode om is. Het is dus tevens een periode van blokkering van de aanschaf van een nieuwe bundel; als men toch een databundel wil moet men zo lang een andere simkaart gebruiken.
  - Men moet wachten tot de geldigheidsperiode om is; als men toch eenzelfde databundel wil moet men zo lang een andere simkaart gebruiken. Men betaalt voor de bundel een bedrag evenredig aan het aantal dagen (niet noodzakelijk aansluitend) waarin men de GB's heeft verbruikt. Anders gezegd: het is een dagbundel, zonder limiet per dag, maar met een limiet bijvoorbeeld per 30 dagen voor alle dagbundels samen (per simkaart).
- Betaling per MB – net als bij het overschrijden van de bundel in verhouding vaak zeer kostbaar, dus alleen voordeliger bij een zeer klein verbruik.
- Databundel voor een min of meer onbeperkt aantal MB voor een bepaalde periode (vaak 1 dag of 30 of 31 dagen).

Een abonnement is vaak alleen geldig voor gebruik in het thuisland van de betreffende simkaart. De tarieven per MB of minuut zijn in andere landen (roaming) vaak hoger. Internetgebruik kan zo in een ander land meer dan 100 maal zo duur zijn als in het thuisland (meer dan een euro per MB tegen bijvoorbeeld 15 euro voor 2 GB, op een smartphone). Soms is het beter in een ander land een andere simkaart te gebruiken, bijvoorbeeld een lokale. Een simkaart uit een derde land gebruiken die voordeliger is bij internationaal gebruik is ook een optie.
Voor een mobiele telefoon is een abonnement voor onbeperkt gebruik vaak goedkoper dan voor een laptop, of voor een desktop. Een voorwaarde is daarbij dan ook dat de telefoon niet wordt gebruikt om een laptop of desktop internettoegang te geven (tethering).
Een abonnement voor onbeperkt gebruik heeft vaak een fair userestrictie.
Een data-onlyabonnement is een mobiel abonnement met alleen een databundel, dus zonder belminuten of sms'jes.
Tenzij men een abonnement heeft voor onbeperkt of ruim voldoende gebruik voor een vaste prijs is het voordelig om steeds over te schakelen op wifi waar dat gratis beschikbaar is. Daar staat vaak wat ongemak tegenover, zoals het accepteren van de gebruiksvoorwaarden. (Ook los van het kostenaspect kan overschakelen op wifi de moeite waard zijn, namelijk als het in een bepaald geval sneller is.)

### Roaming in de EU
Met ingang van 1 juli 2013 bedroeg het retailplafond (exclusief btw) van het eurodatatarief dat een roamingaanbieder zijn roamende klanten voor het aanbieden van gereguleerde dataroamingdiensten mocht berekenen €0,45 per MB, exclusief btw. Van 1 juli 2014 tot en met 30 juni 2017 bedroeg het maximum per MB €0,20, eveneens exclusief btw.
Dit maximum gold alleen voor gebruik in het buitenland. Daardoor was het binnenlandse tarief soms hoger dan het buitenlandse.
Per april 2016 werd het maximum €0,05 per MB. Vanaf 15 juni 2017 is het in rekening brengen van extra kosten bij datagebruik in een ander EU-land niet meer toegestaan. In het V.K. geldt dat in ieder geval nog tot 1 januari 2021.

## Websites
Er zijn speciale internetsites voor mobiel gebruik met apparatuur met beperkte mogelijkheden, zoals een apparaat met een klein scherm en/of een trage en/of dure verbinding. Het topleveldomein .mobi is speciaal bedoeld voor zulke sites; er zijn echter ook dergelijke sites op hetzelfde topleveldomein als de corresponderende reguliere website, zoals .com en .nl. Veelal wordt het volgende formaat gebruikt: m.domeinnaam.nl. Dit heeft als voordeel dat er geen extra domeinnaam aangeschaft hoeft te worden.
Er zijn ook speciale mobiele webbrowsers. Meestal, maar niet altijd, kan een gewone browser webpagina's voor mobiel gebruik ook weergeven.

## E-mail
Mobiel internet wordt ook toegepast voor het mobiel verzenden en ontvangen van e-mails. Als het mobiele apparaat hiervoor geschikt is kan het zo communiceren met een (al dan niet mobiele) computer, en met andere mobiele apparaten die hiervoor geschikt zijn. In het geval van mobiel internet op een laptop dient er vaak gemaild te worden via de server van de provider van het mobielinternetabonnement.
Als de apparaten ook geschikt zijn voor sms en mms, zoals in het geval van mobiele telefoons, dan is e-mail een extra mogelijkheid. Afhankelijk van de tariefsystemen van de internetverbinding en van sms en mms zal e-mail vaak goedkoper zijn (met name een sms is maar heel weinig bytes).

## Bellen
Na aanmelding bij een VoIP-provider kan men VoIP-bellen. In plaats van het gewone beltarief betaalt men dan de kosten van het datagebruik (ongeveer 0,5 MB/min) plus een vergoeding voor de VoIP-provider. Dit is soms voordeliger, vooral als men voor een vast bedrag onbeperkt internet heeft, dus geen extra datakosten voor het VoIP-gebruik.
In Nederland zijn er regels van netneutraliteit die bepalen dat internetproviders het VoIP-bellen niet mogen blokkeren.

## USB-internetstick
Een USB-internetstick is een USB-modem met zender en ontvanger, die ingeplugd in een laptop of minilaptop mobiel internet verschaft. De stick kan ook in een desktop worden ingeplugd om die op internet aan te sluiten, bijvoorbeeld als tijdelijke oplossing bij een verhuizing of antikraak wonen.

### Nederland
KPN gebruikt voor haar sticks de term dongel. Op dit moment zijn er drie varianten beschikbaar: de 802, 804 en 820. De dongel is bekend geworden door de reclames van KPN over Vistransploft Willep de Vriep. Er was een periode dat "Goeiemoggel" en "Wij roggelen het wiel" iedere ochtend door heel Nederland schalde.
Meer dan een USB-internetstick en een data-onlyabonnement is er niet nodig om online te gaan met een laptop of minilaptop. Ook met een Apple of met Linux kan er gebruikgemaakt worden van een USB-internetstick, al is de productondersteuning hier niet altijd even volledig. In 2009 is de Internet Stick van T-Mobile Nederland de enige met officiële ondersteuning voor Linux. Ook andere providers van mobiel internet bieden een USB-internetstick aan, zoals Vodafone, XS4ALL en Telfort.

### België
In België bieden Proximus, Telenet en Orange internet aan via een USB-internetstick.

## Kaarten
Voor degene die geen vrije USB-poorten heeft of geen USB-stick uit de laptop wil hebben steken, kan een mobielinternetmodem in de vorm van een kaart een oplossing zijn. Deze PCMCIA- en ExpressCardkaarten gaan in een speciale sleuf in de laptop. Ook is het mogelijk om alleen een simkaart te gebruiken met een aantal laptops. Voordeel hiervan is dat er bijna niks uit de laptop steekt, maar dit is ook meteen het grootste nadeel. De kaart zelf is namelijk ook meteen de antenne, dus als een groot deel daarvan zich in de laptop bevindt, zal de ontvangst afnemen. Ander nadeel is dat deze kaarten zichzelf in tegenstelling tot de USB-modems niet automatisch installeren, zodat de gebruiker nog met stuurprogramma's en instellingen in de weer moet.

## Overige hardware
Los van de USB-modems en insteekkaarten, zijn er ook andere mogelijkheden om gebruik te maken van mobiel internet. Fabrikanten zoals Zyxel en Icon leveren routers waar een simkaart in kan. Op deze manier kan er via een netwerkkabel of wifiverbinding met meerdere computers of laptops gebruikgemaakt worden van mobiel internet. Een andere ontwikkeling zijn geïntegreerde modems, leverbaar in zakelijke laptops en ultrabooks van Dell, Hewlett-Packard en Lenovo.

## Dataverbruik
De hoeveelheid data die verbruikt wordt door Nederlandse gebruikers is de laatste jaren snel vermeerderd. Om een indruk te geven hier wat populaire toepassingen bij mobiel internet:
- Skype: 50 tot 72 MB per uur
- Windows Live Messenger met webcam: 90 MB per uur
- World of Warcraft: 5-15 MB per uur, bij raids tot 35 MB per uur
- Counter-Strike: 35 MB per uur
- Call of Duty 4: 50-60 MB per uur
- Online Poker: 15-20 MB per uur
- YouTube: 131 MB per uur
- Uitzending Gemist: 220 MB per uur
- Muziek streamen: 120 MB per uur[10]
- Whatsapp: 0.02 MB per bericht

Providers bieden verschillende bundels aan voor mobiele data. De bundels bij de meeste Nederlandse providers hebben een limiet. Als de limiet bereikt is dan kan de snelheid verlaagd worden, toegang tot internet kan stopgezet worden of er worden extra kosten in rekening gebracht die buiten de bundel vallen. Het is mogelijk om in te zien hoeveel MB er nog over is van de bundel. Dit kan gratis aangevraagd worden met behulp van een Sms of door in te loggen op de online account bij de provider.
Een complicatie daarbij is dat verbruik vaak met vertraging in het saldo wordt verwerkt, of dat eerst een schatting wordt verwerkt en dat die later wordt gecorrigeerd. Zo is het vrijwel onmogelijk om te testen of nauwkeurig bij te houden wat men met bepaalde internetactiviteit verbruikt. Een andere mogelijkheid is het gebruik van een app op het mobiele apparaat dat zelf het verbruik meet. Er zijn diverse apps te downloaden in de appstores die het dataverbruik kunnen bijhouden.
Uit een onderzoek uit augustus 2013 bleek dat Nederlanders gemiddeld 488 MB mobiel dataverkeer per maand verbruiken.

## Netwerken

### Nederland
In juni 2013 waren er op de Nederlandse markt drie spelers voor wat betreft mobiel internet:
- KPN (ook met de merken Telfort en Hi; XS4ALL; Rabo Mobiel maakt ook gebruik van het netwerk)
- Vodafone
- T-Mobile Nederland (ook met het merk Ben)

De dekkingen van de verschillende netwerken ontlopen elkaar anno 2018 niet veel meer, wat meteen opvalt als de dekkingskaarten met elkaar vergeleken worden. Ook tot ver op het IJsselmeer garanderen de verschillende providers een goede dekking. Alleen de Biesbosch en de Veluwe vormen door het gebrek aan zendmasten een probleem.
In het eerste kwartaal van 2010 zijn zes nieuwe frequentiebanden geveild voor mobiel internet.
Systemen met snelheden:
- General packet radio service (GPRS): 52 kbit/s
- Universal mobile telecommunications system (UMTS): 384 kbit/s
- High-speed downlink packet access (HSDPA) 1,8 tot 14,4 Mbit/s

Bij alle vier de netwerkproviders, KPN, Tele2, T-Mobile en Vodafone is 4G mobiel internet beschikbaar.

## Wifihotspot
Een apparaat met mobiel internet kan vaak ingesteld worden voor draadloos internet via wifihotspots. Als men naast dit apparaat een apparaat bij zich heeft met alleen wifi, kan men dan ook daarop internet gebruiken.

## Trivia
- Murfen (Engels: murfing) is de samenvoeging van mobiel en surfen (mobile surfing)